# Miguel Serrano
Pour les articles homonymes, voir Serrano.
Miguel Joaquín Diego del Carmen Serrano Fernández (né le 10 septembre 1917 à Santiago du Chili et mort le 28 février 2009 dans la même ville) est un diplomate, explorateur et écrivain chilien. Il est l'auteur de poésies et de livres sur la quête spirituelle et le mysticisme nazi et est un membre de la génération de 38.

## Biographie

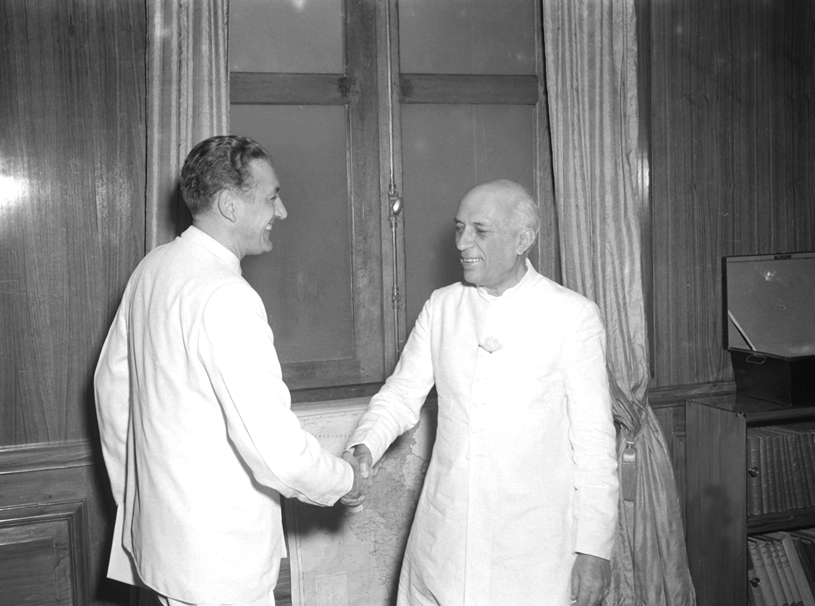
Migual Serrano Fernandes et Nehru en 1957

De 1953 à 1962, il fut ambassadeur du Chili en Inde et, pendant cette période, devint, selon Nicholas Goodrick-Clarke, un ami personnel de Nehru, d'Indira Gandhi ainsi que du 14e dalaï-lama Tenzin Gyatso,. Il fut ensuite ambassadeur en Yougoslavie et également accrédité en Roumanie et Bulgarie de 1962 à 1964, puis ambassadeur en Autriche de 1964 à 1970 ainsi qu'à l'ONUDI et à l'Agence internationale de l'énergie atomique. Le gouvernement de Salvador Allende mit fin à ses fonctions diplomatiques qui ne furent pas rétablies sous Augusto Pinochet, avec lequel ses relations n'étaient pas bonnes.
Selon Stéphane François, Miguel Serrano joua un rôle important dans l'élaboration, après la Seconde Guerre mondiale d'un ésotérisme nazi.
Devenu antisémite à la suite de la lecture de Les Protocoles des Sages de Sion, il adhéra à des spéculations « ésotérico-völkisch » apportées par un immigré allemand arrivé au Chili au début du XXe siècle. Il profite de son séjour en Inde pour rencontrer des gourous et pour s'initier au yoga. Il écrivit une trilogie, dont Adolf Hitler. El Ultimo Avatâra, dédié « À la gloire du Führer, Adolf Hitler », une somme de 600 pages qui peut être considéré, selon le politologue Stéphane François, comme son « testament philosophique ».
Son concept d'« hitlérisme ésotérique », qui développe les spéculations sur l'« histoire mystérieuse » faisant du nazisme une société secrète, et mises à la mode dans les années soixante par la publication du Matin des magiciens, forme un bricolage mythologique qui mêle ésotérisme, néopaganisme druidique et germano-scandinave, spéculations völkisch, Cathares, gnosticisme antique, Templiers et Graal, ovnis... 
Selon Christian Bouchet, pour Serrano, Adolf Hitler ne serait pas mort mais se serait “occulté” (après s'être réfugié dans une base secrète nazie sous l'Antarctique), « les soucoupes volantes seraient une arme secrète de nazis cachée et l'avenir serait à une nouvelle race d'hommes nommée la race “galactique” ».
Dans les années quatre-vingt, Miguel Serrano « va devenir une figure importante de jeunes générations du néonazisme » trouvant un public dans les marges hétérodoxes s'intéressant à l'occultisme, au satanisme et aux soucoupes volantes et au-delà de ces milieux, tout un lectorat évoluant aux marges du New Age.

## Œuvres
- Antología del verdadero Cuento en Chile, 1938.
- Un discurso de América del Sur, 1939.
- La época más oscura, 1941.
- La Antártica y otros mitos, 1948.
- Ni por mar, ni por tierra, 1950.
- Quien llama en los hielos, 1957.
- Las visitas de la Reina de Saba, 1960.
- Los misterios, 1960.
- La serpiente del paraíso, 1963 ; trad. fr. Le Serpent du paradis : Histoire d'un pèlerinage en Inde, Nantes, Ars Magna, coll. "Sonnenwende", 264 p., 2018  (ISBN 979-1096338450)
- El círculo hermético. De Hermann Hesse a Carl Gustav Jung, 1965.
- La flor inexistente, 1969.
- ELELLA. Libro del amor mágico, 1973.
- Nietzsche y el eterno retorno, 1974 ; trad. fr. Nietzsche et l'éternel retour, trad. Bruno Dietsch, Éditions Jean Curutchet, 92 p., 1999  (ISBN 978-2912932068)
- El cordón dorado. Hitlerismo esotérico, 1978 ; trad. fr. Le Fil d'Or – L’Hitlérisme ésotérique, Éditions L'Homme Libre, 446 p., 2020  (ISBN 978-2368962394[à vérifier : ISBN invalide])
- Nietzsche y la danza de Siva, 1980.
- Los protocolos de los sabios de Sión y su aplicación en Chile, 1981.
- Adolf Hitler. El último avatara, 1982.
- El Ciclo Racial Chileno, 1982.
- Nacionalsocialismo, Única solución para los Pueblos de América del Sur, 1986.
- La resurrección del héroe, 1986.
- Contra la usura, 1987.
- El Plan Andinia. Estrategia Sionista para apoderarse de la Patagonia Argentina y Chilena, 1987.
- Informe Leuchter. Fin de una mentira. Cámaras de gas: Holocausto Judío, 1989
- Manú, « por el hombre que vendrá », 1991.
- El nuevo orden transnacional y la Patagonia, 1991
- No celebraremos la muerte de los dioses blancos, 1992.
- Defendamos nuestra patagonia, 1992.
- Los ovnis de Hitler contra el nuevo orden mundial, 1993.
- Mi lucha. Adolf Hitler (Primera edición completa en castellano), 1994.
- Nuestro Honor se llama Lealtad, 1994.
- Conspiración mundialista y traición a Chile, 1994.
- Conspitación mundialista II. Laguna del desierto y nafta (separata), 1994.
- Imitación de la verdad. Ciberpolítica. Internet, realidad virtual, telepresencia, 1996.
- Memorias de El y Yo. Tomo I. Aparición del « Yo ». Alejamiento de « El », 1996.
- Memorias de El y Yo. Tomo II. Adolf Hitler y la Gran Guerra, 1997.
- Memorias de El y Yo. Tomo III. Misión en los Transhimalaya, 1998.
- Memorias de El y Yo. Tomo IV. El Regreso, 1999.
- Se acabó Chile. La estrella de Israel reemplaza a la Estrella de Chile, 2001.
- El hijo del viudo, 2003.
- La entrega de la patagonia mágica, 2003.
- Hipocresía. La tortura en Chile, 2005.
- Maya. La realidad es una ilusión, 2005.

Autres traductions françaises
- C.G. Jung et Hermann Hesse : Récit de deux amitiés, Georg, 135 p., 1997  (ISBN 978-2825704349)